# Шайхов, Алишер Эркинович
Алишер Эркинович Шайхов (род. 7 ноября 1956 года) — Чрезвычайный и Полномочный Посол Узбекистана в Великобритании с 2017 по 2019 годы, председатель Торгово-промышленной палаты Республики Узбекистан с 2006 по 2017 годы.

## Биография
Алишер Шайхов родился 7 ноября 1956 года в Букинском районе Ташкентской области. По национальности узбек. Образование высшее. В 1979 году окончил отделение истории факультета востоковедения Ташкентского государственного университета. По специальности экономист.
В 1979—1992 гг. научный сотрудник Научной Академии Института востоковедения, заместитель директора.
В 1983 году стал кандидатом экономических наук.
В 1987—1988 гг. стажер в Университете Каира (Египет).
В 1992—1993 гг. руководитель Главного управления перспектив и анализа развития внешнеэкономической деятельности Министерства внешних экономических связей Республики Узбекистан.
В 1993—1994 гг. начальник отдела по координации внешнеэкономической деятельности Кабинета Министров Республики Узбекистан.
В 1994—1995 гг. первый заместитель Министра внешних экономических связей Республики Узбекистан.
В 1995—1996 гг. руководитель Департамента по координации внешнеэкономической деятельности Кабинета Министров Республики Узбекистан.
В 1996 году присвоен дипломатический ранг Чрезвычайного и Полномочного Посланника первого класса.
В 1996—1998 гг. Чрезвычайный и Полномочный посол в посольствах Республики Узбекистан в ФРГ и Австрии, руководитель миссии Узбекистана при ОБСЕ.
В 1998—2001 гг. Чрезвычайный и Полномочный посол в Японии.
В 2001 году присвоен дипломатический ранг Чрезвычайного и Полномочного Посла.
В 2001—2004 гг. Чрезвычайный и Полномочный посол в странах Бенилюкс, руководитель Миссии Узбекистана при Европейском сообществе, руководитель миссии Узбекистана при НАТО.
С сентября 2004 по декабрь 2005 года — председатель Торгово-промышленной палаты Узбекистана.
С декабря 2005 по апрель 2006 года — министр внешних экономических связей, инвестиций и торговли Узбекистана.
В апреле 2006 года вновь возглавил Торгово-промышленную палату Республики Узбекистан. Алишер Шайхов занимал данный пост до 20 июня 2017 года. Новым председателем организации впоследствии стал Адхам Икрамов.
С 29.07.2017 по 31.08.2019 — Чрезвычайный и Полномочный Посол Узбекистана в Великобритании.